# Colony (Fernsehserie)/Episodenliste
Diese Episodenliste enthält alle Episoden der US-amerikanischen Science-Fiction-Fernsehserie Colony, sortiert nach der US-amerikanischen Erstausstrahlung. Zwischen 2016 und 2018 entstanden drei Staffeln mit insgesamt 36 Episoden.

## Übersicht
| Staffel | Episodenanzahl | Erstausstrahlung USA | Erstausstrahlung USA | Deutschsprachige Erstausstrahlung | Deutschsprachige Erstausstrahlung |
| Staffel | Episodenanzahl | Premiere             | Finale               | Premiere                          | Finale                            |
| ------- | -------------- | -------------------- | -------------------- | --------------------------------- | --------------------------------- |
| 1       | 10             | 14. Januar 2016      | 17. März 2016        | 11. Oktober 2017                  | 8. November 2017                  |
| 2       | 13             | 12. Januar 2017      | 6. April 2017        | 15. November 2017                 | 20. Dezember 2017                 |
| 3       | 13             | 2. Mai 2018          | 25. Juli 2018        | 12. Juli 2018                     | 16. August 2018                   |

## Special
| Nr. (ges.) | Nr. (St.) | Deutscher Titel | Originaltitel   | Erstausstrahlung USA | Regie    | Drehbuch             |
| ---------- | --------- | --------------- | --------------- | -------------------- | -------- | -------------------- |
| –          | 1         | –               | Behind the Wall | 21. Dez. 2015        | Tim Gray | Ted Averi & Tim Gray |

## Staffel 1
| Nr. (ges.) | Nr. (St.) | Deutscher Titel          | Originaltitel     | Erstausstrahlung USA | Deutschsprachige Erstausstrahlung (D) | Regie                | Drehbuch                                           |
| --- | --------- | ------------------------ | ----------------- | -------------------- | ------------------------------------- | -------------------- | -------------------------------------------------- |
| 1 | 1         | Auf verschiedenen Seiten | Pilot             | 14. Jan. 2016        | 11. Okt. 2017                         | Juan José Campanella | Ryan J. Condal Idee: Carlton Cuse & Ryan J. Condal |
| Will Bowman will illegal aus dem Los-Angeles-Block in den benachbarten Santa-Monica-Block gelangen, um seinen zwölfjährigen Sohn Charlie zu finden. Eine Explosion vereitelt den Versuch und Will wird festgenommen. Seine Frau Katie Bowman versucht auf dem Schwarzmarkt Insulin für den Neffen Hudson zu besorgen. Sie hat eine verbotene Waffe, ist auch nach der Sperrstunde auf der Suche nach Will unterwegs und stiehlt Insulin aus einem Krankenhaus, alles Vergehen, die hart bestraft würden. Alan Snyder, der stellvertretende Gouverneur („Proxy“) des Blocks, bietet dem ehemaligen Army Ranger und FBI Special Agent Will einen Job bei der Homeland Security an, um den Widerstand zu infiltrieren und den Führer Geronimo zu finden. Snyder droht, andernfalls die gesamte Familie in ein Arbeitslager (die „Fabrik“) zu bringen. So nimmt Will den Job an. Katie bietet sich der Widerstandsgruppe um Broussard und Quayle als Insiderin an. |           |                          |                   |                      |                                       |                      |                                                    |
| 2 | 2         | Neue Realität            | A Brave New World | 21. Jan. 2016        | 11. Okt. 2017                         | Juan José Campanella | Wes Tooke                                          |
| Will und sein Kollege der Homeland Security, Beau, nehmen Andrew Hynes fest, der die Bombe auf dem Truck deponierte, der an der Schleuse zwischen Los-Angeles-Block und Santa-Monica-Block explodierte. Katie unterrichtet Broussard und Quayle über die Festnahme. Quayle ist besorgt, dass Ermittlungen zur Widerstandsgruppe von Hynes auch zu seiner Widerstandsgruppe führen könnten. Will kann nicht verhindern, dass sein Freund Carlos in die Fabrik gebracht wird, bringt aber mit Katie dessen Frau und Sohn im Untergrund in Sicherheit. Katie informiert Broussard über eine bevorstehende Razzia der Widerstandsgruppe von Hynes. Bei der Razzia findet Will nur noch Tote und er vermutet, dass die Homeland Security ein Leck hat. |           |                          |                   |                      |                                       |                      |                                                    |
| 3 | 3         | 98 Sekunden              | 98 Seconds        | 28. Jan. 2016        | 18. Okt. 2017                         | Juan José Campanella | Daniel C. Connolly                                 |
| Am Tag 341 der Besatzung nimmt Bram eine Radioansprache von Geronimo auf. Einen Mitschnitt gibt er an seinen Lehrer Carson weiter, der mit einem Teleskop Raumschiffe der Hosts in der Erdumlaufbahn beobachtet. Katie nimmt an einem Überfall auf einen LKW teil, um die Zeit zu bestimmen, bis die Drohnen kommen (98 Sekunden). Katie will dem verletzten Mitstreiter Justin Kim helfen, aber Broussard erschießt ihn. Will untersucht später den Tatort und das Haus von Kim, dessen Eltern in die Fabrik geschickt werden. Aufgrund der Opfer haben Katie und Will Zweifel, ob sie das Richtige tun. Bram und seine Mitschülerin Pia retten deren Cousin Pedro aus einem Tunnel, der unter der Mauer in eine Gegend mit verlassenen Häusern führt. Will und Beau finden einen geheimen Schießstand des Widerstands und stellen die Hälfte ihrer Waffen sicher. Quayle sagt, Katies Informationen müssen den Schaden aufwiegen, den die Ermittlungen von Will anrichten. Katie eröffnet ihre Bar Yoknapatawpha (kurz Yonk) wieder und erzählt Broussard, dass die Homeland Security eine umfangreiche Datenbank nutzt. Als Katie Sicherheit für Will verlangt, gibt Broussard sein Wort, dass Will nicht zu Schaden kommen wird. |           |                          |                   |                      |                                       |                      |                                                    |
| 4 | 4         | Phyllis                  | Blind Spot        | 4. Feb. 2016         | 18. Okt. 2017                         | Nelson McCormick     | Anna Fishko & Dre Alvarez                          |
| Broussard hat sich bei den Rothüten eingeschleust und spioniert sie aus. Nach einem fingierten Anschlag auf das Haus der Bowmans, durchsuchen Wills Kollegen Jennifer und Beau sowie die Rothüte das Haus. Phyllis befragt Katie zum Anschlag und spricht später mit Will über Brams Aufzeichnungen von Geronimos Radioansprachen. Maddie hat eine Aushilfsarbeit bei Charlotte Burgess in der Grünen Zone bekommen. Maddie kann ihr helfen, ein Kunstwerk von Ai Weiwei zu besorgen und bekommt dafür eine Festanstellung. Katie erhält auch von Quayle die Sicherheit, dass Will verschont bleibt, und zeigt ihm auf einem Foto, wie Wills Chefin Phyllis aussieht. Am Tag 348 der Besatzung verhaftet Will Geronimo bei einer weiteren Radioansprache. Will, Jennifer und Beau finden ein Rohr aus der Grünen Zone, über das Geronimo die Texte für die Radioansprachen erhielt. Phyllis hat Fotos von Katie beim LKW-Überfall und setzt sie unter Druck, für sie zu arbeiten. Dazu kommt es aber nicht mehr, weil Broussard Phyllis in ihrem Zuhause überrascht und sie und ihren bettlägerigen Ehemann erschießt. |           |                          |                   |                      |                                       |                      |                                                    |
| 5 | 5         | Geronimo                 | Geronimo          | 11. Feb. 2016        | 25. Okt. 2017                         | Scott Peters         | Carlton Cuse                                       |
| 6 | 6         | Yoknapatawpha            | Yoknapatawpha     | 18. Feb. 2016        | 25. Okt. 2017                         | Nelson McCormick     | Ryan J. Condal                                     |
| 7 | 7         | Broussard                | Broussard         | 25. Feb. 2016        | 1. Nov. 2017                          | Roxann Dawson        | Sal Calleros                                       |
| 8 | 8         | Verraten                 | In From the Cold  | 3. März 2016         | 1. Nov. 2017                          | Tim Southam          | Wes Tooke                                          |
| 9 | 9         | Tag X                    | Zero Day          | 10. März 2016        | 8. Nov. 2017                          | Roxann Dawson        | Ryan J. Condal                                     |
| 10 | 10        | Der VIP                  | Gateway           | 17. März 2016        | 8. Nov. 2017                          | Nelson McCormick     | Carlton Cuse, Ryan J. Condal & Wes Tooke           |

## Staffel 2
| Nr. (ges.) | Nr. (St.) | Deutscher Titel                       | Originaltitel        | Erstausstrahlung USA | Deutschsprachige Erstausstrahlung (D) | Regie                | Drehbuch                      |
| ---------- | --------- | ------------------------------------- | -------------------- | -------------------- | ------------------------------------- | -------------------- | ----------------------------- |
| 11         | 1         | Der Tag der Ankunft                   | Eleven.Thirteen      | 12. Jan. 2017        | 15. Nov. 2017                         | Juan José Campanella | Ryan J. Condal                |
| 12         | 2         | Charlie                               | Somewhere Out There  | 19. Jan. 2017        | 15. Nov. 2017                         | Juan José Campanella | Wes Tooke                     |
| 13         | 3         | Nach Hause                            | Sublimation          | 26. Jan. 2017        | 22. Nov. 2017                         | Juan José Campanella | Thomas Brady                  |
| 14         | 4         | Ausweglos                             | Panopticon           | 2. Feb. 2017         | 22. Nov. 2017                         | Juan José Campanella | Ryan J. Condal & Wes Tooke    |
| 15         | 5         | Der gute Soldat                       | Company Man          | 9. Feb. 2017         | 29. Nov. 2017                         | Tim Southam          | Liz Phang                     |
| 16         | 6         | Zerreißprobe                          | Fallout              | 16. Feb. 2017        | 29. Nov. 2017                         | Thomas Carter        | Lee Patterson                 |
| 17         | 7         | Zwei Jahre, drei Monate und neun Tage | Free Radicals        | 23. Feb. 2017        | 6. Dez. 2017                          | Tim Southam          | Noah Evslin                   |
| 18         | 8         | Konsequenzen                          | Good Intentions      | 2. März 2017         | 6. Dez. 2017                          | Juan José Campanella | Liz Phang                     |
| 19         | 9         | Die Pilotin                           | Tamam Shud           | 9. März 2017         | 13. Dez. 2017                         | Jeremy Webb          | Wes Tooke                     |
| 20         | 10        | Blackjacks                            | The Garden of Beasts | 16. März 2017        | 13. Dez. 2017                         | Olatunde Osunsanmi   | Julia Cooperman               |
| 21         | 11        | In der Grünen Zone                    | Lost Boy             | 23. März 2017        | 20. Dez. 2017                         | Charlotte Brändström | Lee Patterson & Thomas Brady  |
| 22         | 12        | Maddie                                | Seppuku              | 30. März 2017        | 20. Dez. 2017                         | Peter Leto           | Wes Tooke                     |
| 23         | 13        | Totale Auslieferung                   | Ronin                | 6. Apr. 2017         | 20. Dez. 2017                         | Juan José Campanella | Carlton Cuse & Ryan J. Condal |

## Staffel 3
| Nr. (ges.) | Nr. (St.) | Deutscher Titel              | Originaltitel               | Erstausstrahlung USA | Deutschsprachige Erstausstrahlung (D) | Regie                | Drehbuch                   |
| ---------- | --------- | ---------------------------- | --------------------------- | -------------------- | ------------------------------------- | -------------------- | -------------------------- |
| 24         | 1         | Der Feind meines Feindes     | Maquis                      | 2. Mai 2018          | 12. Juli 2018                         | Tim Southam          | Ryan J. Condal & Wes Tooke |
| 25         | 2         | Route Acht                   | Puzzle Man                  | 9. Mai 2018          | 12. Juli 2018                         | Tim Southam          | Mike Ostrowski             |
| 26         | 3         | Der Klick                    | Sierra Maestra              | 16. Mai 2018         | 19. Juli 2018                         | Peter Leto           | Cathryn Humphris           |
| 27         | 4         | McGregor                     | Hospitium                   | 23. Mai 2018         | 19. Juli 2018                         | Peter Leto           | Marcus Dalzine             |
| 28         | 5         | Am Ende                      | End of the Road             | 30. Mai 2018         | 26. Juli 2018                         | Jeremy Webb          | Wes Tooke                  |
| 29         | 6         | Die Smaragdstadt             | The Emerald City            | 6. Juni 2018         | 26. Juli 2018                         | Sarah Boyd           | Ryan J. Condal             |
| 30         | 7         | Der trügerische Schein       | A Clean, Well-Lighted Place | 13. Juni 2018        | 2. Aug. 2018                          | Karen Gaviola        | Lee Patterson              |
| 31         | 8         | Alte Freunde und neue Feinde | Lazarus                     | 20. Juni 2018        | 2. Aug. 2018                          | Deran Sarafian       | Julia Cooperman            |
| 32         | 9         | Quälende Leere               | The Big Empty               | 27. Juni 2018        | 9. Aug. 2018                          | Sarah Wayne Callies  | Carlos Rios                |
| 33         | 10        | Sonderfalle                  | Sea Spray                   | 4. Juli 2018         | 9. Aug. 2018                          | Lin Oeding           | Mike Ostrowski             |
| 34         | 11        | Kynes                        | Disposable Heroes           | 11. Juli 2018        | 16. Aug. 2018                         | Tim Southam          | Cathryn Humphris           |
| 35         | 12        | Bonzo                        | Bonzo                       | 18. Juli 2018        | 16. Aug. 2018                         | Charlotte Brändström | Ryan J. Condal             |
| 36         | 13        | Zum Schutz aller             | What Goes Around            | 25. Juli 2018        | 16. Aug. 2018                         | Tim Southam          | Wes Tooke                  |